# Carl Brashear
Carl Maxie Brashear (Toinville, 19 de janeiro de 1931 – Portsmouth, 25 de julho de 2006) foi o primeiro mergulhador-mestre americano negro da Marinha dos Estados Unidos, feito conseguido em 1970. Em 2000, a história de Brashear foi retratada no filme Homens de Honra (Men of Honor), interpretado por Cuba Gooding, Jr.

## Biografia
Brashear nasceu em 1931,numa pequena fazenda em Toinville, Larue Country, Kentucky, filho do Meeiro McDonald e Gonzella Brashear. Sua família era muito pobre, mas isso não impediu que Brashear tivesse sonhos riquíssimos: chegar ao posto de marinheiro. Estudou na Sonora Grade School, em Sonora, Kentucky, de 1937 à 1946.

## Carreira na Marinha
Brashear se alistou na Marinha dos Estados Unidos em 25 de fevereiro de 1948. Ele se formou pela U.S. Navy Diving & Salvage School em 1954, tornando-se um mergulhador oficial da Marinha. Apesar de não ser o primeiro afro-americano mergulhador (tinham três afro-americanos mergulhadores na Segunda Guerra Mundial), ele foi o primeiro a se formar na Diving & Salvage School. Brashear também foi o primeiro mergulhador negro oficial da Marinha, e também o primeiro a ser reintegrado após ter uma perna amputada.

## Amputação da perna e recuperação
Em janeiro de 1966,aconteceu o Incidente Palomares,quando uma bomba nuclear B28 foi perdida na costa de Palomares, Espanha, depois do B-52G Stratofortress dos Estados Unidos se colidir com um KC-135 durante o reabastecimento em vôo. Brashear estava servindo a bordo do USS Hoist (ARS-40) quando foi chamado para ajudar na procura da bomba para a força aérea. A ogiva foi encontrada após dois meses e meio de procura. Durante a recuperação, em 23 de Março de 1966, uma linha usada para o reboque arrebentou, causando um estrago irreparável na perna de Brashear, logo abaixo do joelho. Ele foi evacuado de Torrejon Air Base, na Espanha, para Wiesbaden, Alemanha, e finalmente para o hospital naval em Portsmouth, Virginia. Abalado com infecções persistentes e com necrose, juntando os anos de fisioterapia em vão, Brashear convenceu os médicos a amputarem a parte inferior de sua perna. Brashear permaneceu no Naval Regional Medical Center, em Portsmouth, para reabilitação, de Maio de 1966 até Março de 1968. De março de 1967 a março de 1968, o Chefe Brashear foi levado para Harbor Clearance, Unidade Dois, Diving School, preparado para retornar às atividades impostas para seu cargo. Em abril de 1968, depois de uma longa luta, ele se tornou o primeiro amputado a ser reintegrado como mergulhador. Em 1970, ele se tornou o primeiro afro-americano mergulhador chefe da Marinha dos Estados Unidos, e serviu durante mais de 10 anos até, eventualmente, ser promovido como o primeiro contramestre negro da Marinha dos Estados Unidos. Brashear foi motivado por suas crenças: "Não é um pecado cair. É um pecado continuar no chão" e "Eu não vou deixar ninguém roubar meus sonhos."

## Aposentadoria
Brashear se aposentou em 1 de abril de 1979, como Comandante Dirigente Chefe. Ele também serviu como empregado civil para o governo na Naval Station Norfolk, em Norfolk, Virginia, e se aposentou em 1993 com o cargo de GS-11.

## Vida pessoal
Brashear casou e se divorciou três vezes: A primeira com Junetta Wilcoxson (1952-1978), Hattie R. Elam (1980-1983), e Jeanette A. Brundage (1985-1987). Ele teve quatro filhos:Shazanta(1955-1996), DaWayne, Philip e Patrick.
Cuba Gooding Jr. interpretou Brashear no filme Homens de Honra, filme inspirado na sua história real.
Brashear morreu de parada respiratória e falência cardíaca no Portsmouth Naval Medical Center, em Portsmouth, Virginia, em 25 de Julho de 2006, aos 75 anos de idade. Ele está enterrado no Woodlawn Memorial Gardens, em Norfolk, Virginia.

## Fundação Carl Brashear
Depois de sua morte, seus filhos DaWayne e Phillip Brashear iniciaram a fundação Carl Brashear, em sua homenagem.

## Condecorações e medalhas
1. Navy and Marine Corps Medal
2. Navy and Marine Corps Commendation ribbon.svg Navy and Marine Corps Commendation Medal
3. Navy and Marine Corps Achievement ribbon.svg Navy and Marine Corps Achievement Medal
4. NavyPres.gif Navy and Marine Corps Presidential Unit Citation
5. Navy Unit Commendation ribbon.svg Navy Unit Commendation
6. Navy Good Conduct ribbon.svg Navy Good Conduct Medal (with 1 silver and 2 bronze service stars)
7. China Service Medal ribbon.svg China Service Medal
8. Army of Occupation ribbon.svg Navy Occupation Service Medal
9. National Defense Service Medal ribbon.svg National Defense Service Medal
10. KSMRib.svg Korean Service Medal
11. AFEMRib.svg Armed Forces Expeditionary Medal
12. United Nations Service Medal for Korea ribbon.png United Nations Service Medal
13. Korean War Service Medal ribbon.png Korean War Service Medal
14. Secretary of Defense Medal for Outstanding Public Service.

## Honras
Brashear foi homenageado pela Secretary of Defense Medal for Outstanding Public Service, em outubro de 2000 por 42 anos de serviço militar e serviços civis federais. A entrega do prêmio foi apresentada pelo secretário da defesa William Cohen.
Em 24 de outubro de 2007, o Newport News Fire Department, dedicou um barco de 10m de alta velocidade, com o nome de Carl Brashear para ser usado para mergulhadores da Marine Incident Response Teams.
Os navios de carga The Lewis e Clark-class da USNS Carl Brashear (T-AKE-7) foi batizado em sua homenagem em San Diego, California, dia 18 de Setembro de 2008.
Em 21 de Fevereiro de 2009, Nauticus, um museu de ciência marítima no centro de Norfolk, Virginia, abriu uma exibição chamada "Sonhos de um mergulhador: A vida do Comandante Dirigente Chefe Carl Brashear". É a primeira exibição do museu em grande escala dedicado à Brashear.